# François-Fiacre de Grave
François-Fiacre de Grave (né à Bordeaux en 1724 et mort à Paris en 1787) est un ecclésiastique qui fut évêque de Valence de 1771 à sa mort.

## Biographie
François-Fiacre de Grave est le fils de Charles de Grave, seigneur de Dufort, capitaine puis Lieutenant-colonel des Grenadiers dans le régiment du Languedoc et de Ne Le Vasseur.
Vicaire général du diocèse de Saintes et député de la province ecclésiastique à l'Assemblée du clergé de 1760, il est nommé évêque de Valence en 1771. Confirmé le 30 mars 1772, il est consacré 26 avril suivant par Christophe de Beaumont,archevêque de Paris. Il meurt à Paris le 1er juillet 1787. Il est l'oncle de Pierre Marie de Grave, ministre de la Guerre en 1792, émigré et Pair de France en 1816.